# Discagem direta a cobrar
Discagem direta a cobrar (também conhecido pela sigla DDC) é um sistema que consiste na discagem automática (sem intervenção da operadora/telefonista) através da inserção de prefixos especiais e que se tornou possível graças à automação dos sistemas de telefonia que inserem uma mensagem para o interlocutor saber que se trata de uma chamada a cobrar, podendo este rejeita-la desligando a chamada antes de determinado tempo se completar.

## Patente
Adenor Martins de Araújo é reconhecido como o criador do sistema. Segundo ele, "O protótipo foi testado em 1979, depois que minha filha saiu do colégio e, sem ter como voltar para casa, teve que esperar a mãe retornar, depois de algumas horas, ao seu local de trabalho. Uma boa ideia sempre vem de uma necessidade". Naquela época, trabalhava na Telecomunicações de Santa Catarina (Telesc). Na época do invento, Adenor foi homenageado pelo governador de SC, Jorge Bornhausen, o ministro das Comunicações, Haroldo Corrêa de Mattos, o presidente da Telebrás, José Antônio de Alencastro e Silva e o presidente da Telesc, Douglas de Mesqui. O registro da patente foi concedido em janeiro de 1984. Porém, um ano depois, a Telebras, da qual a Telesc fazia parte na época, protocolou pedido de cancelamento, pois "a suposta invenção, na data do depósito, não teria a característica da novidade, por já estar compreendida no estado de técnica". Em julho de 1985, a patente foi anulada. Em maio de 1988, Adenor entrou na Justiça para reaver a patente. Um laudo verificou, em primeira instância, o caráter de novidade do sistema, mas, após alguns recursos por parte do Inpi e da Telebras, a decisão foi revertida. No início de outubro de 2013, o Superior Tribunal de Justiça reconheceu o catarinense como criador do DDC.